# Kavitationserosion
Kavitationserosion ist ein Phänomen in hydraulischen Strömungsmaschinen und den zugehörigen Komponenten hydraulischer Anlagen, die durch stark schwankende Druckunterschiede verursacht werden. Sie sind die Folge starker Änderungen der örtlichen Geschwindigkeiten für die Flüssigkeit. In Bereichen sehr hoher Geschwindigkeiten bilden sich durch Druckabsenkung mit Überschreitung der zugehörigen Siedetemperatur Dampfblasen, die in Bereichen mit steigendem Druck und Unterschreitung der Siedetemperatur schlagartig wieder zusammenfallen. Sie sind vergleichbar mit den Druckschlägen, die bei der Einleitung von Dampf in kaltes Wasser auftreten können.
Diese Dampfblasen, Kavitationsblasen genannt, führen beim Zusammenfall zu starken örtlichen Druckschlägen. Erfolgt dies in Bereichen von Materialwandungen, so kann es durch Schädigung der Metalloberfläche zu einer Kavitationserosion kommen.

Diese Art der Erosion tritt auch in einer Flüssigkeit ohne korrosive Eigenschaften auf. Korrosive Verhältnisse in der Flüssigkeit können jedoch die Schadensbildung verstärken.
Kavitationserosion wurde auch beim Talsperrenbau beobachtet. Konkret gefährdet sind Schussrinnen im Rahmen der Hochwasserentlastung, die bei Hochwasserüberlauf große Wassermengen in kurzer Zeit ableiten müssen. Bei den hohen Strömungsgeschwindigkeiten von ungefähr 40 Meter pro Sekunde entstehen Kavitationsblasen, die beim Zerplatzen den Sohlbeton stark schädigen. Mit Sohlbelüftern wird der Erosion entgegengewirkt.

## Ursachen
Eine Kavitation wird durch die physikalischen und konstruktiven Gegebenheiten für die Flüssigkeit verursacht. Auslöser können folgende Ursachen sein:
- Steigerung der örtlichen Geschwindigkeit mit Verminderung des Druckes bis zur Dampfblasenbildung
- Anstieg des Druckes über die Siedetemperatur der Flüssigkeit mit schlagartigem Zusammenfall der Dampfblasen

Verstärkt werden kann sie durch:
- chemische Reaktionen infolge Sauerstoffeinwirkung bei hohem Druck und -örtlich- hoher Temperatur
- Elementbildung mit elektrolytischer Abtragung bei saurem oder basischem Wasser.

## Vermeidung
Sowie mehrere Ursachen Auslöser dieser Erosion sind, führen auch unterschiedliche Maßnahmen zur Vermeidung. Hierzu gehört folgendes:
- Verminderung der Temperatur für die Flüssigkeit
- Erhöhung des Druckes für die Flüssigkeit
- Bei Kreiselpumpe und Anlagekomponenten: Verringerung der Fördermenge und Durchflussmenge, da dies zur Verminderung der Strömungsgeschwindigkeit und dadurch zur örtlichen Druckerhöhung führt
- Verwendung legierter Werkstoffe, die generell erosionsbeständiger sind
- Gezielte Einleitung von Luft in die Wasserströmung bei Schussrinnen
- Zentrierung der ringförmigen Strömung in Ringkolbenventilen